# Dugesia superioris
Dugesia superioris és una espècie de triclàdide dugèsid que habita el Llac d'Okhrida d'Albània.
El nom específic prové del llatí superius, localitzat a una posició elevada, i fa referència a la posició dorsal del conducte ejaculador a la papil·la peniana.

## Descripció

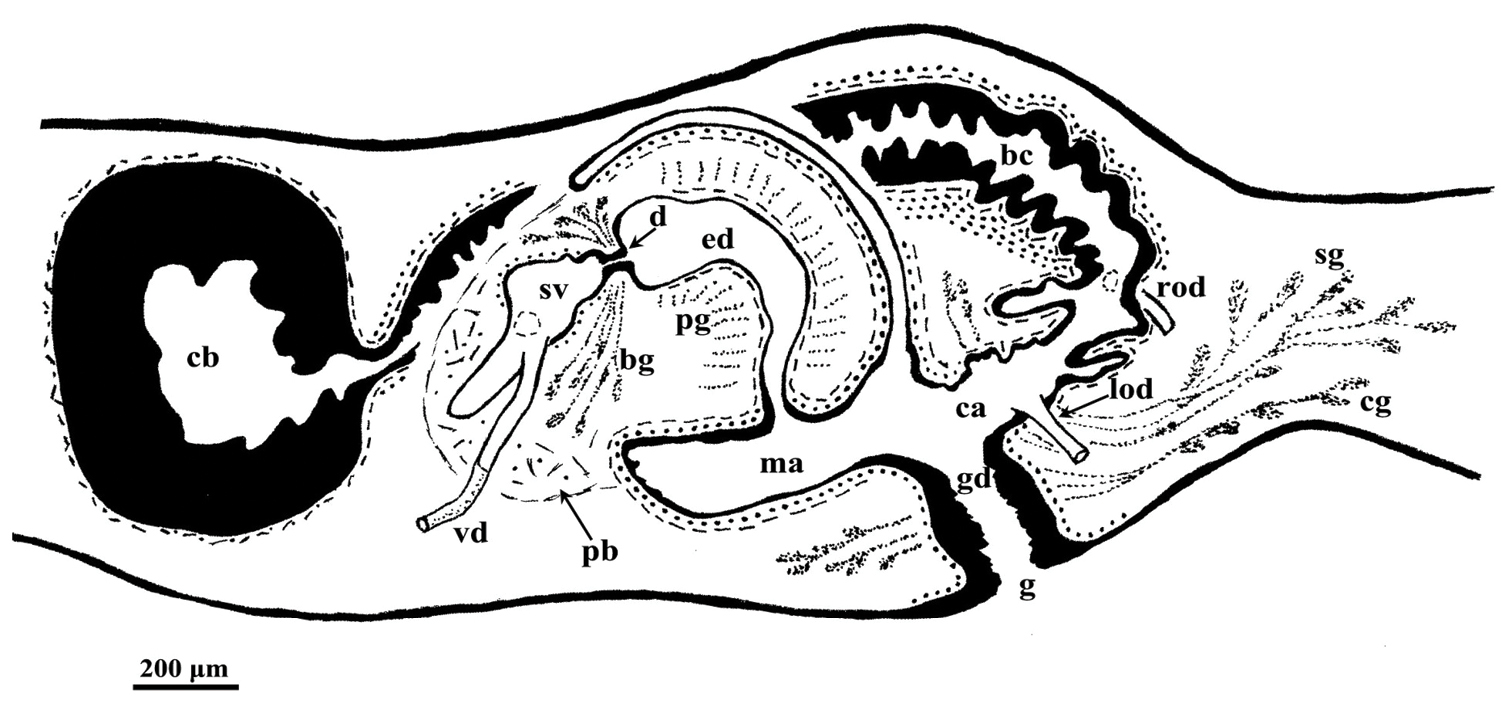
Aparell copulador de D. superioris.

Els espècimens fissípars (asexuals) de D. superioris fan entre 7 i 10 mm de longitud i entre 1,5 i 2 mm d'amplada. Els espècimens sexualitzats (ex-fissípars) arriben a mesurar entre 13 i 16 mm de longitud i uns 3 mm d'amplada. Presenten dos ulls al mig del cap, i els solcs auriculars despigmentats estan situats al marge del cap just darrere els ulls. El color dorsal és marró uniforme i la part ventral és pàl·lida.
Les musculatures interna i externa de la faringe estan constituïdes per dues capes, no presenten una tercera capa externa longitudinal extra de musculatura. Els ovaris són hiperplàsics, amb nombroses masses escampades a poca distància darrere el cervell, ocupant tot l'espai dorso-ventral.

### Aparell copulador
Aquesta espècie es diferencia de la resta de Dugesia pel recorregut dorsal del conducte ejaculador que presenta una obertura subterminal, l'obertura asimètrica dels oviductes al canal de la bursa, i les obertures dels conductes deferents a aproximadament la meitat de la vesícula seminal.